# Éder Lima
Éder Lima (født 5. februar 1986) er en brasiliansk fodboldspiller, som spiller for den japanske fodboldklub Ventforet Kofu.